# Чеховська криниця
Чеховська криниця — джерело, гідрологічна пам'ятка природи місцевого значення. Джерело розташоване у байрачній діброві на схилі Рогозяної балки, басейн річки Кріпенька, за 5 км на захід від міста Антрацит Луганської області України, на південній околиці селища Садовий.

## Геологія
Джерела, що виходять на схилах балки були каптовані у 1978 році водозбірною галереєю, яка має водозлив через водозливну трубу. Дебіт джерела становить 0,3 л/с. Водоносний горизонт знаходиться в пісковиках алмазної світи. Вода з джерела потрапляє до штучного водосховища, розташованого нижче за тальвегом балки за 150 м. Криниця облаштована сходинами та підпірною стінкою з місцевого каміння.

## Вода
Вода за хімічним складом сульфатно-гідрокарбонатно-кальцієва, питна, з приємним смаком.

## Історія
У 1887 році селище Боково-Платове, маєток відставного хорунжого Кравцова в Рогозяній балці відвідав російський письменник Антон Чехов. За часів Чехова криниця була неглибока, обкладена камінням, зверху стояв дерев'яний зруб, на дні криниці було помітно до 20 струмків різної сили. Письменник залишив письмові спогади про Донбаську Швейцарію, а його п'єса «Вишневий сад», можливо, навіяна мальовничими краєвидами садків над яром в селищі Садовому. Під барельєфом письменника над джерелом викарбувані його слова: 
|  | Жил я в последнее время в Донской Швейцарии, в центре так называемого Донецкого кряжа: горы, балки, лесочки, речки и степь, степь, степь… Впечатлений тьма. |

Пам'ятна дошка з барельєфом була втрачена, здана в металобрухт місцевими «металошукачами».

## Охорона
Гідрологічна пам'ятка природи місцевого значення площею 1,0 га оголошена рішенням виконкому Луганської обласної ради № 72 від 4 лютого 1969 року, рішенням виконкому № 251 від 1 серпня 1972 року, рішенням виконкому Ворошиловградської обласної Ради народних депутатів № 300 від 12 липня 1980 року, рішенням виконкому Ворошиловградської обласної Ради народних депутатів № 247 від 28 червня 1984 року. Пам'ятка природи була створена за ініціативи Жолоса Костянтина Спиридоновича. Землекористувачем є Державне підприємство «Іванівське лісомисливське господарство» Антрацитівського лісництва.